# 아사항
학산항은 경상남도 거제시 둔덕면 학산리에 있는 어항이다. 2003년 2월 3일 어촌정주어항으로 지정하여 관리하고 있다. 시설관리자는 거제시장이다.

## 어항 연혁
- 학산의 북쪽에 영등진의 관청이 있던 곳이며 지석묘(支石墓)가 산재하는 역사 깊은 마을이다

## 어항 구역
- 수역: 미지정(거제시 둔덕면 학산리 521-15번지 수역)
- 육역: 미지정

## 어항 시설
- 물양장, 선착장

## 주요 어종
- 굴, 멸치, 장어, 우럭